# شهاب الدين التلعفري
شهاب الدين التَّلَّعْفَري (593 - 675 هـ / 1197 - 1277 م) شاعر عراقي. نسبته إلى تل أعفر و مولده بالموصل.

## عنه
هو شهاب الدين أبو عبد الله محمد بن يوسف بن مسعود الشيباني التلعفري. ابتُلي بالقمار وطرد بسببها إلى حلب.

## أعماله
له ديوان شعر، طبع بدمشق (دار الينابيع 2004 م) بتحقيق من رضا رجب.